# در گرداب گناه
در گرداب گناه (ایتالیایی: Nel gorgo del peccato) یک مینی‌سریال درام ایتالیایی است که در سال ۱۹۸۷ منتشر شد.

## گزیدهٔ بازیگران
- ادویژ فنش
- گاستونه موسکین
- ژان-پیر کسل
- یورگو ویادزیس
- انتسو روبوتی
- مارکو گولیلمی
- ریمون پلیگران
- داریو پنه (صداپیشه)
- پائولو پوآره (صداپیشه)